# Черников, Максим Михайлович
Максим Михайлович Черников (род. 19 марта 1979, Челябинск) — российский хоккеист, нападающий.

## Биография
Воспитанник челябинского «Трактора», тренеры — Валерий Рякин, Юрий Могильников. Выступал за команды «Юниор-Т» Курган (1996/97 — 1997/98), «Трактор» (1997/98 — 2000/01, 2005/06), «Трактор-2» (1998/99 — 2000/01, 2005/06), «Спутник» Нижний Тагил (2000/01, 2008/09), «Мостовик» / «Зауралье» Курган (2001/02 — 2002/03, 2005/06 — 2007/08), «Газовик» Тюмень (2003/04 — 2004/05), «Спутник-2» Нижний Тагил (2008/09).
Провёл два сезона в РХЛ.
Выступал за вторую сборую России. Двукратный победитель хоккейного турнира зимних Универсиад (2003, 2005).
Главный тренер команды «Трактор» в ЮХЛ (2018/19). Заместитель спортивного директора в «Тракторе» (2019—2021), ХК «Спартак» Москва (с 2021).